# مزرعه لینک
مزرعه لینک یکی از روش‌های سئو کلاه سیاه (به انگلیسی: Black Hat SEO) می‌باشد که در آن روش مدیران وبگاه‌ها (به انگلیسی: Website) برای افزایش رتبه سایت خود در نتایج جستجو، به‌طور گروهی و توافقی به یکدیگر لینک می‌دهند؛ به این معنی که لینک سایت همدیگر را در سایت خود قرار می‌دهند یا اینکه مدیر یک سایت با پرداخت پول به مدیران سایت‌های دیگر به‌طور مصنوعی و غیرطبیعی بک‌لینک دریافت می‌کند.

نمایی از یک مزرعهٔ پیوند؛ هر دایره یک وبگاه را نشان می‌دهد و هر فلش نمایشگر یک پیوند از هر وبگاه به دیگری و بر عکس است.

گوگل نخستین موتور جستجویی بود که لینک‌سازی سایت‌ها را برای رتبه‌بندی آن‌ها در نظر گرفت و پس از آن باقی موتورهای جستجوگر نیز لینک‌سازی و دریافت بک‌لینک را یکی از معیارهای رتبه‌بندی خود قرار دادند تا مدیران سایت‌ها با افزایش تعداد لینک‌های ورودی خود، بتوانند رتبه سایت‌شان را در نتایج جستجو بهبود ببخشند.
همین رویکرد سبب به وجود آمدن پدیده‌ای به نام مزرعه لینک (به انگلیسی: Link Farm) شد.
لینک‌های ورودی و خروجی به همراه تعداد و کیفیت آن‌ها یکی از مهمترین معیارها برای رتبه‌بندی یک سایت در نتایج جستجو می‌باشد و از این رو یکی از روش‌ها برای بهینه‌سازی سایت، ساخت لینک در مزرعه لینک بود که در گذشته به عنوان یک روش مهم در سئو و برای رسیدن به رتبه‌های بالای نتایج جستجو استفاده می‌شد. ولی با یک تغییر ساده در الگوریتم گوگل، به‌طور کلی منسوخ و از میان برداشته شد.
مزرعه لینک، به سایت‌هایی گفته می‌شود که لینک‌های خارجی در آن‌ها به‌صورت انبوه درج شده‌است و هدف از ایجاد این لینک‌ها فریب دادن موتورهای جستجوگر می‌باشد؛ به این‌گونه که سایت لینک گیرنده در زمانی کوتاه به عنوان یک سایت با کیفیت و محبوب شناخته شود و در نتایج جستجو در رتبه‌های بالا قرار بگیرد و از طرفی دیگر، لینک‌سازی انبوه در یک سایت همواره نشان‌دهنده مزرعه لینک بودن آن سایت نیست؛ به عنوان مثال در صفحه ورودی برخی سایت‌ها، لینک‌های فراوانی مشاهده می‌شود که این لینک‌ها همگی لینک داخلی هستند و به خود سایت اشاره می‌کنند.
بسیاری از مدیران سایت (به انگلیسی: Webmaster) که در این راه تازه‌کار هستند، بر این باورند که مزرعه لینک بهترین روش برای افزایش لینک‌های ورودی است؛ در صورتی که یک مزرعه لینک فقط کمیت و شمار لینک‌های ورودی به سایت را افزوده و گاهی می‌تواند بر کیفیت باقی لینک‌ها نیز تأثیراتی منفی بگذارد و موجب پنالتی شدن سایت توسط گوگل شود؛ به این معنی که سایت مورد نظر به کلی از نتایج جستجو خارج شود که در این صورت مدیر سایت برای بازگرداندن سایت خود به نتایج جستجو باید از طریق وب‌مستر گوگل کارها و پیگیری‌های لازم را انجام دهد که روند این کار گاهی تا چند ماه به درازا می‌کشد.
سایت‌هایی که تبدیل به مزرعه لینک می‌شوند، معمولاً دارای صفحاتی هستند که لینک‌های بسیار زیاد را با موضوعات گوناگون در خود جای داده‌اند و عدم ارتباط موضوعی میان آن لینک‌ها به همراه تعداد بالای لینک‌های خروجی در وب‌سایت‌های مزرعه لینک موجب می‌شود تا گوگل سایت‌های مزرعه لینک را به آسانی شناسایی کند و سایت‌هایی که در این مزرعه‌ها لینک دارند را جریمه کند.
تغییر الگوریتم‌های گوگل در این چند سال گذشته سبب شده‌است که مدیران سایت‌ها دیگر از هر سایتی لینک دریافت نکنند؛ چرا که موتورهای جستجو بهره بردن از مزرعه لینک را یک روش هرز (به انگلیسی: spam) شناخته و جریمه‌هایی سنگین برای سایت مورد نظر قرار می‌دهند.
اگر چه مزرعه‌های لینک سریع‌ترین راه برای دریافت حجم بالایی از لینک‌های خارجی می‌باشد، ولی بی‌کیفیت‌ترین و بدترین لینک‌ها را به ارمغان می‌آورد؛ به گونه‌ای که پس از ثبت لینک سایت خود در یکی از این مزرعه‌های لینک، تا مدتی افزایش تعداد بازدید خواهید داشت ولی پس از زمانی کوتاه آمار کاربران سایت به اندازه‌ای کاهش می‌یابد که حتی از تعداد بازدید‌کنندگان پیش از استفاده از سایت مزرعه لینک هم کمتر می‌شود.